# Рокуэлл (Арканзас)
Рокуэлл (англ. Rockwell, Arkansas) — статистически обособленная местность, расположенная в округе Гарленд (штат Арканзас, США) с населением в 3024 человека по статистическим данным переписи 2000 года.

## География
По данным Бюро переписи населения США статистически обособленная местность Рокуэлл имеет общую площадь в 10,88 квадратных километров, из которых 8,29 кв. километров занимает земля и 2,59 кв. километров — вода. Площадь водных ресурсов округа составляет 23,81 % от всей его площади.
Статистически обособленная местность Рокуэлл расположена на высоте 134 метра над уровнем моря.

## Демография
По данным переписи населения 2000 года в Рокуэлле проживало 3024 человека, 931 семья, насчитывалось 1274 домашних хозяйств и 1549 жилых домов. Средняя плотность населения составляла около 277,4 человека на один квадратный километр. Расовый состав Рокуэлла по данным переписи распределился следующим образом: 97,12 % белых, 0,83 % — чёрных или афроамериканцев, 0,40 % — коренных американцев, 0,26 % — азиатов, 1,26 % — представителей смешанных рас, 0,13 % — других народностей. Испаноговорящие составили 0,86 % от всех жителей статистически обособленной местности.
Из 1274 домашних хозяйств в 27,1 % — воспитывали детей в возрасте до 18 лет, 61,7 % представляли собой совместно проживающие супружеские пары, в 8,6 % семей женщины проживали без мужей, 26,9 % не имели семей. 23,2 % от общего числа семей на момент переписи жили самостоятельно, при этом 10,6 % составили одинокие пожилые люди в возрасте 65 лет и старше. Средний размер домашнего хозяйства составил 2,37 человек, а средний размер семьи — 2,77 человек.
Население статистически обособленной местности по возрастному диапазону по данным переписи 2000 года распределилось следующим образом: 21,2 % — жители младше 18 лет, 5,0 % — между 18 и 24 годами, 26,4 % — от 25 до 44 лет, 28,9 % — от 45 до 64 лет и 18,4 % — в возрасте 65 лет и старше. Средний возраст жителей составил 43 года. На каждые 100 женщин в Рокуэлле приходилось 94,8 мужчин, при этом на каждые сто женщин 18 лет и старше приходилось 90,9 мужчин также старше 18 лет.
Средний доход на одно домашнее хозяйство в статистически обособленной местности составил 46 366 долларов США, а средний доход на одну семью — 53 241 доллар. При этом мужчины имели средний доход в 39 175 долларов США в год против 30 035 долларов среднегодового дохода у женщин. Доход на душу населения в статистически обособленной местности составил 24 647 долларов в год. 2,7 % от всего числа семей в округе и 4,5 % от всей численности населения находилось на момент переписи населения за чертой бедности, при этом 5,6 % из них были моложе 18 лет и 1,4 % — в возрасте 65 лет и старше.